# Enfriamiento de computadoras

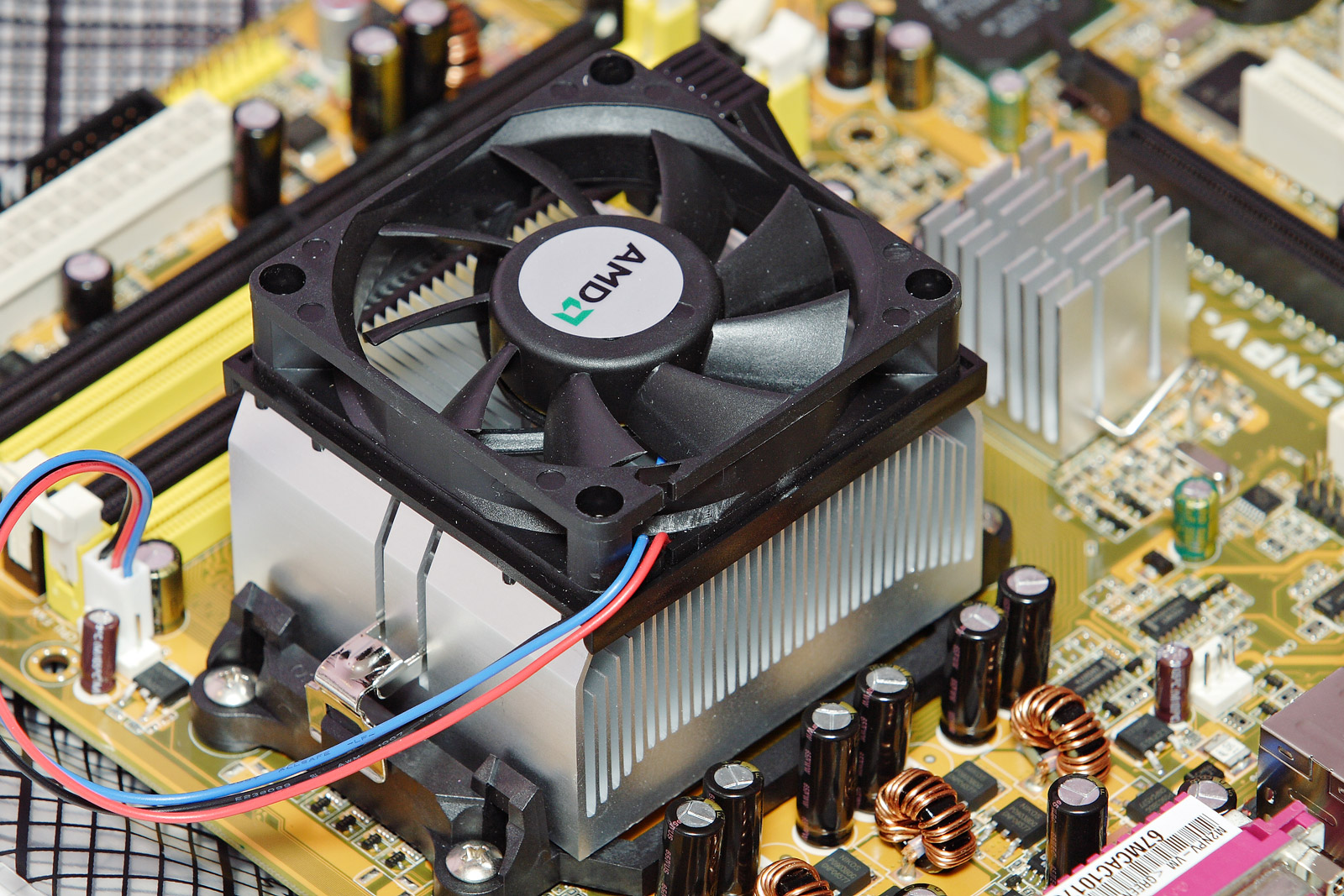
Ventilador acoplado a una CPU, con un disipador térmico pasivo.

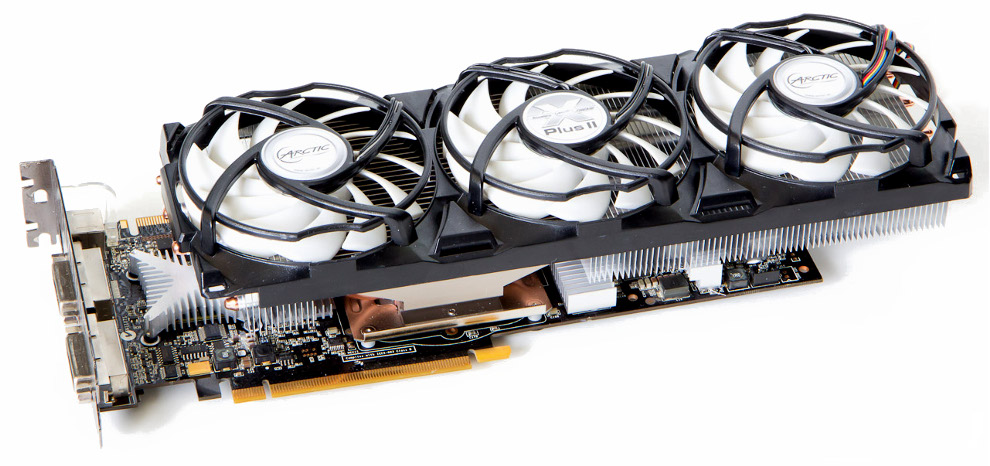
Un disipador térmico de 3 ventiladores montado sobre una tarjeta de video para maximizar la eficiencia de enfriamiento de la GPU.

Se usa la refrigeración en la computación para eliminar el calor residual producido por los componentes del ordenador, para mantener los componentes dentro de los límites de temperatura de funcionamiento permitidos. Los componentes que son susceptibles al mal funcionamiento si se sobrecalientan incluyen circuitos integrados como unidades  de procesamiento central (CPU), chipset, tarjetas gráficas y unidades de disco duro. 
Los componentes a menudo se diseñan para generar la menor cantidad de calor posible, y las computadoras y los sistemas operativos pueden diseñarse para reducir el consumo de energía y el consiguiente calentamiento de acuerdo con la carga de trabajo, pero aun así se puede produce más calor del que se puede eliminar, sin prestar atención a la refrigeración. El uso de disipadores térmicos enfriados por el flujo de aire reduce este aumento de temperatura. 
Los ventiladores de la computadora se utilizan ampliamente junto con los disipadores de calor para reducir la temperatura mediante la extracción del aire caliente. También hay técnicas de refrigeración más particulares, como la refrigeración líquida. Los componentes que normalmente se enfrían individualmente incluyen la CPU, la unidad de procesamiento de gráficos (GPU) y el puente norte.
Todos los procesadores modernos están diseñados para reducir o aumentar su voltaje o velocidad de reloj si la temperatura interna del procesador supera un límite especificado.

## Prevención de daños
Debido a que las altas temperaturas pueden reducir significativamente la vida útil o causar daños permanentes a los componentes, la salida de calor de los componentes a veces puede superar la capacidad de enfriamiento de la computadora. Los fabricantes toman precauciones adicionales para garantizar que las temperaturas se mantengan dentro de los límites de seguridad. Una computadora con sensores térmicos integrados en la CPU, la placa base, el chipset o la GPU puede apagarse cuando se detectan altas temperaturas para evitar daños permanentes. 
Antes de que un componente de sobrecalentamiento llegue a este punto, puede "acelerarse" hasta que las temperaturas caigan por debajo de un punto seguro utilizando la tecnología de escala de frecuencia dinámica. La aceleración reduce la frecuencia de operación y el voltaje de un circuito integrado o desactiva las características no esenciales del chip para reducir la salida de calor, a menudo a costa de un rendimiento reducido o significativamente reducido. Para computadoras de escritorio y portátiles, la regulación a menudo se controla a nivel de BIOS. El “estrangulamiento” también se usa comúnmente para controlar las temperaturas en los teléfonos inteligentes y tabletas, donde los componentes se empaquetan de manera apretada con ningún enfriamiento activo

## Supercomputadoras
A medida que las computadoras electrónicas se hacían más potentes y complejas, el enfriamiento de los componentes activos se convirtió en un factor crítico para una operación confiable. Las primeras computadoras de tubos de vacío, con gabinetes relativamente grandes, podían confiar en la circulación de aire natural o forzado para el enfriamiento. Sin embargo, los dispositivos tenían temperaturas de operación permisibles más bajas.
A partir de 1965, IBM y otros fabricantes de computadoras centrales patrocinaron una investigación intensiva sobre la física del enfriamiento de circuitos integrados densamente empaquetados. Se diseñaron e investigaron muchos sistemas de refrigeración por aire y líquido, utilizando métodos como la convección natural y forzada, el impacto directo del aire, la inmersión  directa por líquido y la convección forzada, la ebullición de la piscina, las películas que caen, la ebullición de flujo y el impacto del chorro de líquido. el primer sistema de enfriamiento fue desarrollado en 1980 por el cienfico danés "rod parkison" para la compañía IBM. 
IBM desarrolló tres generaciones del módulo de conducción térmica (TCM) que usaba una placa fría enfriada por agua en contacto térmico directo con paquetes de circuitos integrados. Cada paquete tenía un pasador térmicamente conductor presionado, y el gas helio rodeaba las virutas y los pasadores conductores de calor. El diseño podría eliminar hasta 27 W de un chip y hasta 2000 W por módulo, al tiempo que se mantienen las temperaturas del paquete de chips alrededor de 50 °C (122 °F). Los sistemas que utilizaron MTC fueron la familia 3081 (1980), ES/3090 (1984) y algunos modelos de la ES/9000 (1990). [2] En el procesador IBM 3081, los TCM permitieron hasta 2700 W en una sola placa de circuito impreso mientras se mantiene la temperatura del chip a 69 °C (156 °F). [3] Los módulos de conducción térmica que utilizan refrigeración por agua también se utilizaron en sistemas de mainframe fabricados por otras compañías, como Mitsubishi y Fujitsu.
La supercomputadora Cray-1 diseñada en 1976, tenía un sistema de enfriamiento distintivo. La máquina tenía solo 2000 mm de altura y 1440 mm de diámetro, y consumía hasta 115 kW; esto es comparable al consumo de energía promedio de unas pocas docenas de hogares occidentales o un automóvil de tamaño mediano. Los circuitos integrados utilizados en la máquina fueron los más rápidos disponibles en el momento, utilizando una lógica acoplada a un emisor; sin embargo, la velocidad estuvo acompañada por un alto consumo de energía en comparación con los dispositivos CMOS posteriores.